# Suzana Lukić
Suzana Lukić (Kruševac, 22. oktobar 1984) srpska je filmska, televizijska, pozorišna i glasovna glumica. Popularnost je stekla ulogom Dragane u televizijskoj seriji Moj rođak sa sela. Pre toga je bila voditeljka emisije za decu Tajni agent Izi.

## Filmografija
| God.       | Naziv                    | Uloga             |
| ---------- | ------------------------ | ----------------- |
| 2000.e     |                          |                   |
| 2005.      | Zvezde ljubavi           | Ana               |
| 2006.      | Ljubav, navika, panika   | medicinska sestra |
| 2007.      | Hadersfild               | Milica            |
| 2009.      | Ono kao ljubav           | Mira              |
| 2009.      | Palčica: Čarobna priča   | Maja (glas)       |
| 2010.e     |                          |                   |
| 2010.      | Plavi voz                | Milena            |
| 2008—2011. | Moj rođak sa sela        | Dragana           |
| 2012.      | Plavi voz (TV serija)    | Milena            |
| 2013.      | Princeze (crtana serija) | Vila Ru (glas)    |
| 2022.      | Popadija (TV serija)     | Ceca              |

## Spoljašnje veze
- Suzana Lukić na sajtu  (jezik: engleski)
- Avantura zvana „Popadija” („Politika”, 7. mart 2023)